# Пойменний
Пойменний (рос. Пойменный) — селище у Приволзькому районі Астраханської області Російської Федерації.
Населення становить 1482 особи. Входить до складу муніципального утворення Новоричинська сільрада.

## Історія
Населений пункт розташований на території українського етнічного та культурного краю Жовтий Клин. Від 1980 року належить до Приволзького району.
Згідно із законом від 6 серпня 2004 року органом місцевого самоврядування є Новоричинська сільрада.

## Населення
| 2002  | 2010  | 2012  | 2013  | 2014  | 2015  | 2016  |
| ----- | ----- | ----- | ----- | ----- | ----- | ----- |
| 1233  | ↗1299 | ↗1315 | ↗1354 | ↗1390 | ↗1446 | ↗1481 |
| 2017  |       |       |       |       |       |       |
| ↗1482 |       |       |       |       |       |       |